# بطرس التولاوي
بطرس التولاوي (1655 - 1745) عالِم اللاهوت ماروني وفيلسوف وكاتب عربي. من قرية تولا من أعمال البترون في لبنان. أرسل إلى مدرسة الموارنة بروما في الحادية عشرة من عمره، فدَرَس السريانية والعبرانية واليونانية واللاتينية والإيطالية، بالإضافة إلى علوم اللسان والبيان، وعاد إلى لبنان بعد في 1682 محرزاً شهادة في اللاهوت والفلسفة ثم في نفس السنة عين كاهناً، وأرسل بعد إلى حلب في 1685. وأكثر مصنفاته لا يزال مخطوطاً ومتفرقاً في مكتبات الأديرة، ومنها: كتاب علم ما بعد الطبيعة، كتاب الفلسفة الأدبية، كتاب الإلهيات في ثماني مقالات، كتاب المنطق (ويعرف أيضا باسم الايساغوجي والمنطق الكبير)، كتاب الطبيعيات (في ثلاثة مجلدات)، كتاب اللاهوت (في خمسة مجلدات)  و مرآة النفوس.

## سيرته
ولد بطرس التولاوي سنة 1655 (أو 1657) في تولا من أعمال البترون. أرسل إلى مدرسة الموارنة بروما في الحادية عشرة من عمره لاقتباس العلوم، فدَرَس السريانية والعبرانية واليونانية واللاتينية والإيطالية، بالإضافة إلى علوم اللسان والبيان، وعاد إلى لبنان بعد أربعة عشر عاماً (1682) محرزاً شهادة في اللاهوت والفلسفة. وفي العام نفسه سيم كاهناً، وأرسل بعد ثلاثة أعوام إلى حلب واعظاً ومدرِّساً فتتلمذ عليه عدد من مشاهير الرجال أمثال جرمانوس فرحات وعبد الله الزاخر. وبلغ هناك من شهرته أنه لقبت بـ«الفیلسوف الكامل». وبالفعل، ألف في المنطق واللاهوت النظري والفلسفة الأدبية والطبيعيات. 

توفي سنة 1745.

## مؤلفاته
له أكثر من تسعة وعشرين كتاباً. خمسة منها في الفلسفة، وعشرة في اللاهوت، واثنان في اللغة والأدب، وثلاثة في التاريخ الكنسي، وسبعة في الترجمات، وكتابان في التحقيق والتقديم. منها:
- كتاب علم ما بعد الطبيعة
- كتاب الفلسفة الأدبية
- كتاب الإلهيات في ثماني مقالات
- كتاب المنطق (ويعرف أيضا باسم الايساغوجي والمنطق الكبير)
- كتاب الطبيعيات (في ثلاثة مجلدات)
- كتاب اللاهوت